# Beatrice Padovani
Beatrice Padovani Ferreira é uma bióloga, ecóloga, pesquisadora e professora brasileira. Especialista em conservação marinha, Beatrice é a pioneira no estudo da biologia da conservação no Brasil.

## Biografia
Beatrice nasceu no interior do Paraná, e aos dez anos mudou-se com a família para o Rio de Janeiro. Aos dezesseis anos seu primeiro mergulho, nos arredores das ilhas Cagarras, e então decidiu seguir a carreira em biologia.
Beatrice obteve sua graduação em Ciências Biológicas na Universidade Santa Úrsula (USU) em 1983. Conquistou o título de mestrado em Oceanografia Biológica na Universidade Federal do Rio Grande (FURG) em 1988 e doutorado em Biologia Marinha na Universidade James Cook em 1993.
Desde 1988, Beatrice é casada com Mauro Maida, que também é pesquisador e oceanólogo.
Em 1993 fez sua primeira incursão em Tamandaré, e dedicou os dois anos seguintes a diagnosticar o estado de conservação dos recifes da região, cidade em que ainda mora. Desde 1995 no departamento de Oceanografia da Universidade Federal de Pernambuco (UFPE).
Com o intuito de promover a proteção marítima da fauna e flora da região, Beatrice coordena dois projetos de proteção dos corais da região mais importante do Atlântico Sul: o Programa de Estudos Ecológicos de Longa Duração (Peld) e o Reef Check Brasil. Suas pesquisas têm influenciado no desenvolvimento de leis e políticas públicas de conservação e proteção de corais e meros.

## Prêmios e homenagens
- Condecoração da Medalha “Amigo da Marinha”, da Marinha do Brasil[4]
- Homenagem Especial do Centro Nacional de Pesquisa e Conservação da Biodiversidade Marinha do Nordeste (CEPENE/ICMBio)[5]